# Dogor
Dogor是保存完好的犬屬動物标本，發現於在西伯利亚永冻土中。这是一隻連毛皮與鬍鬚都保存良好的两个月大的雄性遺體。其存活年代經定年为18,000年前。DNA定序无法将其鉴定为狗还是狼，其可能代表了这两种动物的未知共同祖先。

## 描述
Dogor于2018年夏季在西伯利亚东部雅库茨克的永冻土中发现。  它是一隻两个月大的雄性犬科動物的尸体。 尸体保存完好，毛皮、鬍鬚、鼻子和牙齿完好无损。 放射性碳定年法分析其肋骨顯示其存活時期为18,000年前。

## 品種判斷
根據其存活的年代，Dogor可能代表了狗和狼之间的进化联系。 科学家一直在争论狗首次被驯化的确切时间；如果Dogor被確認为狗，那它将是有史以来發現最古老的狗。 因此，Dogor被認為来自「狼和狗的进化史中非常有趣的时期」，可能来自第一次驯化狗的时期。
DNA定序通常足以区分狗和狼。但是，即使经过大量分析，目前仍无法确定Dogor属于哪个物种。 Dogor可能代表这两个物种的共同祖先。 已有计划進行进一步的DNA定序，希望会提供更多的資料。
本标本被科学家命名为Dogor，在雅库特语中的意思是“朋友”，也暗示了此隻动物是「狗还是狼」的问题。